# Tollevast

Tollevast este o comună în departamentul Manche, Franța. În 1 ianuarie 2022 avea o populație de 1.650 de locuitori.